# Hans Hassenteufel

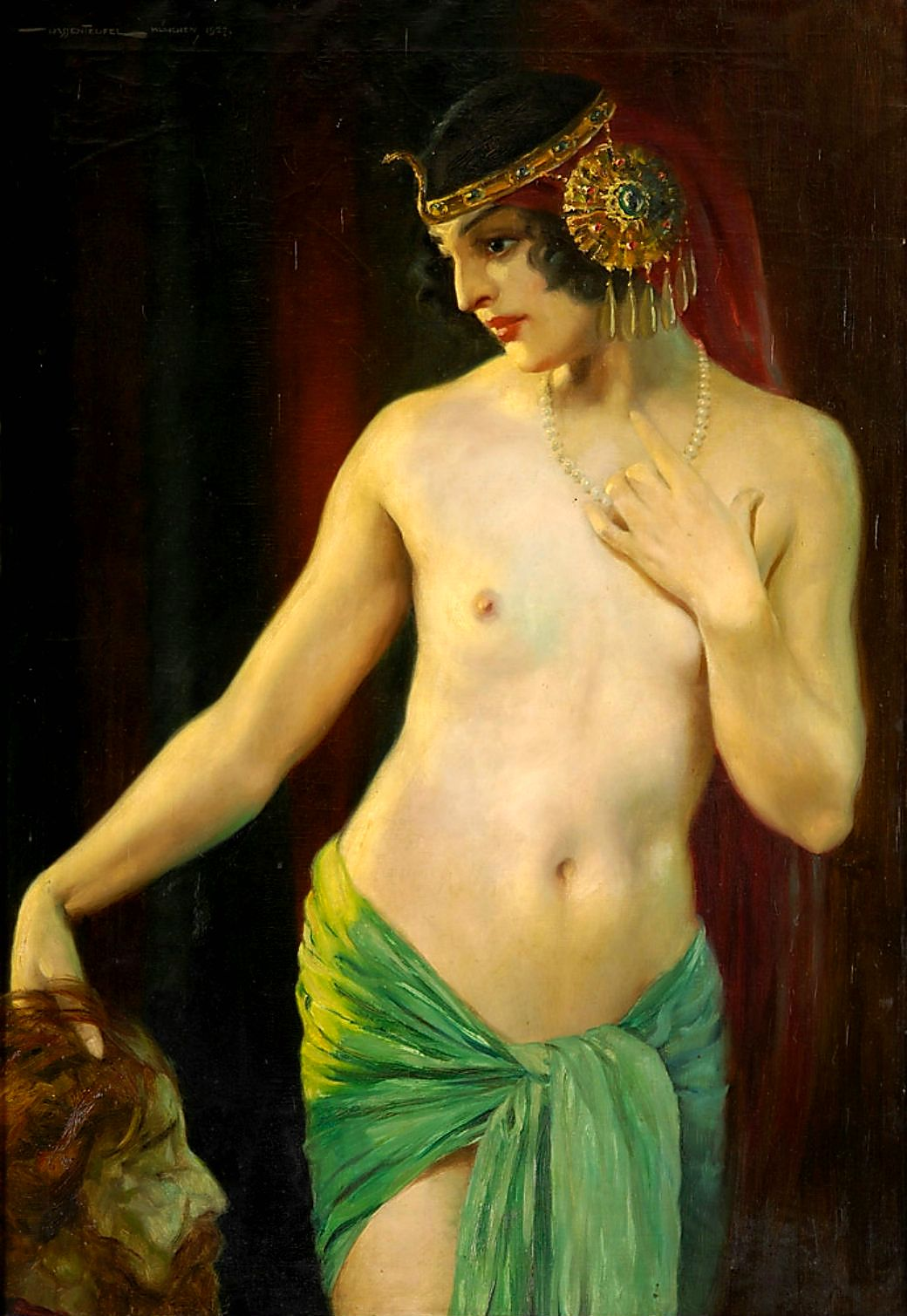
Salome

Hans Hassenteufel (* 27. Januar 1887 in Hamburg; † 15. August 1943 in München) war ein deutscher Porträt- und Aktmaler.
Hassenteufel studierte Malerei privat bei Rudolf Jacob Zeller in Hamburg, danach bei Walter Thor in seiner privaten Mal- und Zeichenschule in München und an der Königlichen Akademie der Künste in München bei Peter Halm und Franz von Stuck.
Nach dem Studium blieb Hassenteufel in München und schuf reihenweise Frauenporträts und Frauenakte, oft im Orient-Milieu. Seltener malte er Landschaften und Stillleben. Viele seiner Werke erschienen im Druck in Gestalt von Postkarten.